# Énergie solaire aux Pays-Bas

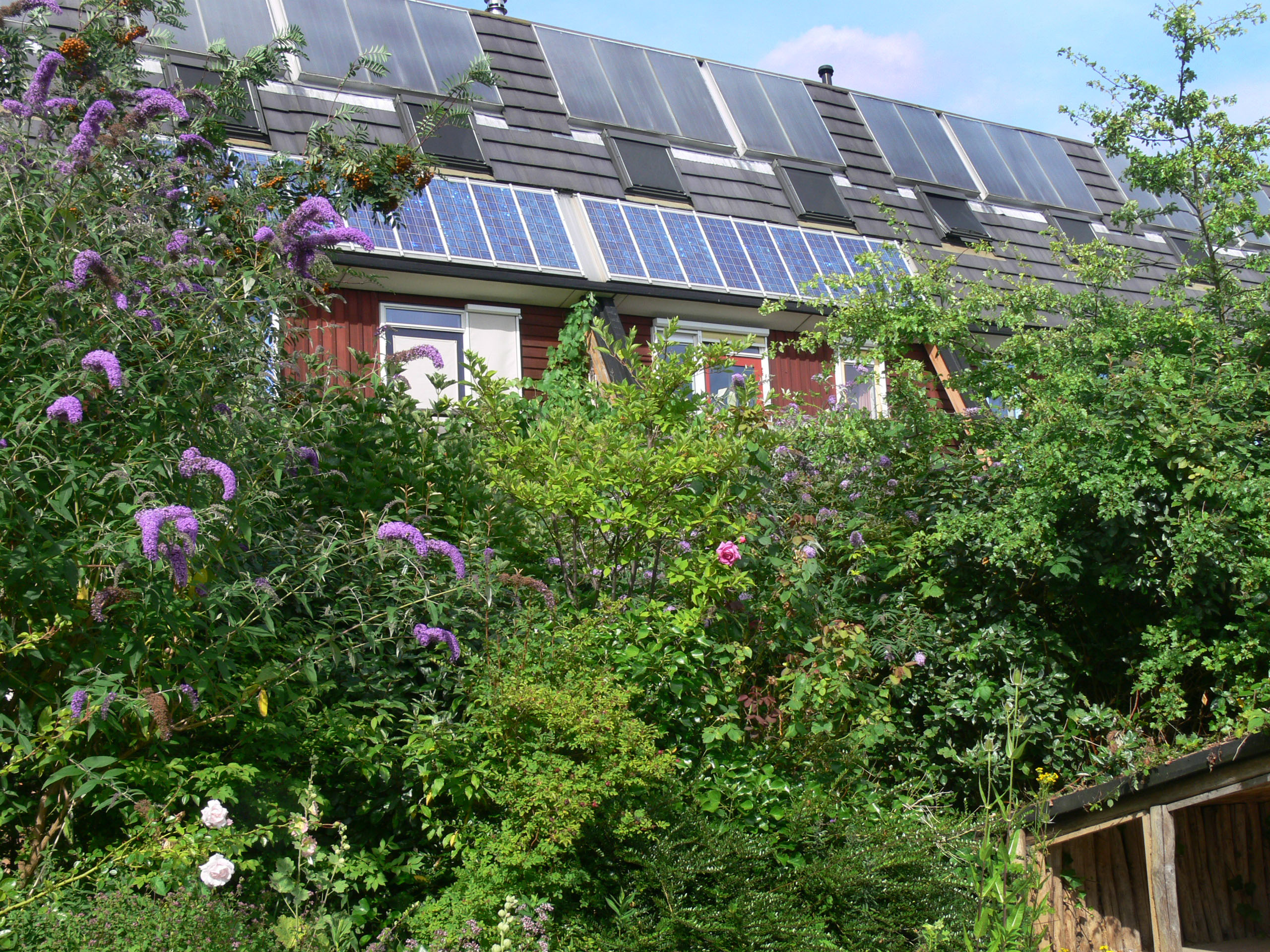
Capteurs solaires thermiques et panneaux photovoltaïques à "E.V.A. Lanxmeer", écoquartier construit près de la gare de Culemborg (sud-est d'Utrecht), 2009.

Le secteur de l'énergie solaire aux Pays-Bas est l'un des plus importants en Europe et dans le monde.
Le solaire thermique néerlandais était au 12e rang de l'Union européenne (UE) en 2021.
L'énergie solaire photovoltaïque fournit 16,5 % de l'électricité du pays en 2023, taux de pénétration parmi les plus élevés au monde, au 4e rang derrière le Chili, la Hongrie et la Grèce. L'Agence internationale de l'énergie estime la pénétration théorique du solaire photovoltaïque aux Pays-Bas à 25,5 % de la production totale d'électricité fin 2024, au 2e rang mondial derrière la Grèce (27,9 %). Les Pays-Bas se situent au 5e rang des producteurs d'électricité photovoltaïque de l'UE en 2024 avec 7,3 % du total de l'UE et au 14e rang mondial en 2023 (1,3 %).
Ils ont été le 6e marché de l'UE en 2024 derrière l'Allemagne, l'Espagne, la France, l'Italie et la Pologne. La puissance installée cumulée des Pays-Bas se situe fin 2024 au 5e rang de l'UE (7,9 % du total de l'UE) derrière l'Allemagne, l'Espagne, l'Italie et la France, et en 2023 au 12e rang mondial (1,4 %). La puissance photovoltaïque par habitant atteint 1 547 Wc fin 2024, au 1er rang mondial devant l'Australie et l'Allemagne.
Le gouvernement néerlandais a décidé d'exonérer de TVA les systèmes photovoltaïques utilisés pour les applications résidentielles à partir du 1er janvier 2023.

## Potentiel solaire des Pays-Bas

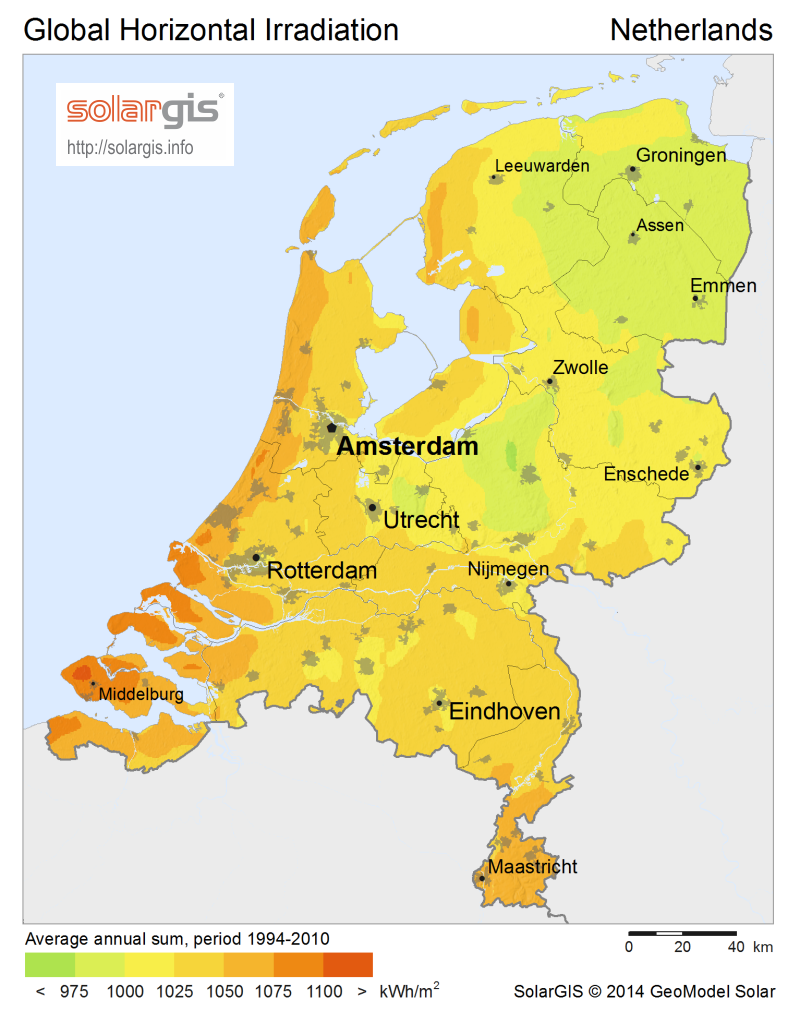
Carte de l'irradiation solaire annuelle globale horizontale aux Pays-Bas. Source : SolarGIS © 2014 GeoModel Solar.

Alors que l'irradiation solaire annuelle globale horizontale (IGH) en France est en moyenne de 1 274 kWh/m2, on peut constater sur la carte ci-contre que la quasi-totalité du territoire néerlandais est au-dessous de 1 100 kWh/m2.

## Solaire thermique
Le solaire thermique comprend surtout les chauffe-eau solaires individuels ou collectifs.
En 2021, le marché des capteurs solaires thermiques a été aux Pays-Bas de 34 393 m2, en progression de 5 % par rapport à 2020 ; cette surface équivaut à une puissance de 24,1 MWth et place les Pays-Bas au 11e rang de l'Union européenne, loin derrière le no 1, l'Allemagne (640 000 m2). Le parc cumulé atteint 665 638 m2 fin 2021, soit 465,9 MWth, au 12e rang européen, loin derrière le no 1, l'Allemagne (21,78 Mm2) ; avec 0,038 m2 de capteur par habitant (30 % de la moyenne européenne de 0,128 m2), les Pays-Bas se situent au 22e rang européen, très loin derrière Chypre (1,275 m2), l'Autriche (0,534 m2) ou l'Allemagne (0,262 m2).
Fin 2020, la puissance installée cumulée des capteurs solaires thermiques aux Pays-Bas atteignait 469 MWth, soit 0,1 % du total mondial, très loin derrière la Chine (72,8 %).

## Photovoltaïque

### Production d'électricité
Selon EurObserv'ER, la production d'électricité photovoltaïque néerlandaise s'est élevée en 2024 à 21 645 GWh, en progression de 10,6 %. Les Pays-Bas se situent en 2024 au 5e rang européen des producteurs d'électricité photovoltaïque de l'Union européenne (UE) avec 7,3 % du total de l'UE, derrière l'Allemagne (25,0 %), l'Espagne (18,1 %), l'Italie (12,1 %) et la France (8,2 %).
L'Agence internationale de l'énergie estime la pénétration théorique du solaire photovoltaïque aux Pays-Bas à 25,5 % de la production totale d'électricité fin 2024 ; cette estimation est fondée sur la puissance installée au 31/12/2024, donc supérieure à la production réelle de l'année. Les Pays-Bas se classent au 2e rang mondial selon ce critère, derrière la Grèce (27,9 %) et devant l'Espagne (24 %) et la Hongrie (20,6 %) ; l'Allemagne (19,8 %) est au 7e rang et la France (7,3 %) au 30e rang ; la moyenne de l'Union européenne est à 14 % et la Chine à 13,1 %.
La production d'électricité photovoltaïque néerlandaise s'est élevée en 2023 à 19 992 GWh, en progression de 46,4 %, soit 16,5 % de la production d'électricité du pays, au 4e rang mondial pour la part du solaire dans le mix électrique après le Chili (20,2 %), la Hongrie (19,6 %) et la Grèce (17,4 %).
Au niveau mondial, selon l'Energy Institute, les Pays-Bas se classent en 2023 au 14e rang des producteurs d'électricité photovoltaïque : 21,2 TWh, soit 1,3 % de la production photovoltaïque mondiale. La part du solaire photovoltaïque dans la production d'électricité atteint 17,3 %, plaçant les Pays-Bas au 3e rang mondial, derrière le Chili (20,6 %) et la Hongrie (18,6 %).
Le graphique qui aurait dû être présenté ici ne peut pas être affiché car il utilise l'ancienne extension Graph, désactivée pour des questions de sécurité. Des indications pour créer un nouveau graphique avec la nouvelle extension Chart sont disponibles ici.

Production d'électricité photovoltaïque aux Pays-Bas
| Année | Production (GWh) | Accroissement | Part prod. élec. |
| 2008  | 39               |               | 0,04 %           |
| 2009  | 45               | +15 %         | 0,04 %           |
| 2010  | 56               | +24 %         | 0,05 %           |
| 2011  | 104              | +86 %         | 0,1 %            |
| 2012  | 191              | +84 %         | 0,2 %            |
| 2013  | 410              | +115 %        | 0,4 %            |
| 2014  | 725              | +77 %         | 0,7 %            |
| 2015  | 1 108            | +53 %         | 1,0 %            |
| 2016  | 1 602            | +45 %         | 1,4 %            |
| 2017  | 2 204            | +38 %         | 1,9 %            |
| 2018  | 3 707            | +68 %         | 3,2 %            |
| 2019  | 5 399            | +46 %         | 4,4 %            |
| 2020  | 8 568            | +59 %         | 7,0 %            |
| 2021  | 11 303           | +32 %         | 9,3 %            |
| 2022  | 17 078           | +51 %         | 14,0 %           |
| 2023  | 19 992           | +17 %         | 16,5 %           |
| 2024  | 21 645           | +10,6 %       |                  |

EurObserv'ER estime la production d'électricité photovoltaïque néerlandaise en 2023 à 21 173 GWh, en progression de 24 %. Les Pays-Bas se situaient en 2023 au 5e rang européen des producteurs d'électricité photovoltaïque de l'Union européenne (UE) avec 8,7 % du total de l'UE, derrière l'Allemagne (25,1 %), l'Espagne (17,6 %), l'Italie (12,6 %) et la France (9,5 %).
EurObserv'ER estime la production d'électricité photovoltaïque néerlandaise en 2022 à 17 650 GWh, en progression de 53,5 %. Les Pays-Bas se situaient en 2022 au 5e rang européen des producteurs d'électricité photovoltaïque de l'Union européenne (UE) avec 8,6 % du total de l'UE, derrière l'Allemagne (29,6 %), l'Espagne (14,4 %), l'Italie (13,7 %) et la France (10,0 %).
Les Pays-Bas se situaient en 2021 au 5e rang européen des producteurs d'électricité photovoltaïque avec 7,3 % du total de l'Union européenne, derrière l'Allemagne (31,7 %), l'Italie (16,2 %), l'Espagne (13,7 %) et la France (9,6 %).
En 2018, les Pays-Bas se classaient au 8e rang européen des producteurs d'électricité photovoltaïque avec une production de 3 152 GWh, soit 2,6 % du total européen, loin derrière l'Allemagne (37,7 %), l'Italie (18,5 %), le Royaume-Uni (10,6 %) et la France (8,3 %).
La production solaire couvrait 2,16 % de la consommation d'électricité néerlandaise sur la période de mi-2017 à mi-2018, loin derrière l'Italie (7,3 %), la Grèce (7,1 %), l'Allemagne (6,9 %), l'Espagne (4,75 %) et la Belgique (3,6 %), mais devant la France (1,95 %).
La production d'électricité photovoltaïque s'élevait à 1 559 GWh en 2016 et à 2 100 GWh en 2017, au 9e rang européen, loin derrière l'Allemagne, au 1er rang, la France et la Belgique.
Le solaire photovoltaïque représentait seulement 1,9 % de la production d'électricité d'origine renouvelable et 0,2 % de la production totale d'électricité en 2012, mais sa progression en 2012 a été de 136 %, la capacité ayant triplé en un an grâce à l'atteinte de la parité réseau dans le secteur résidentiel et à l'éligibilité récente du photovoltaïque au programme national de subventions "Energy and Innovation".

### Puissance installée
Selon EurObserv'ER, les Pays-Bas ont installé 3 084 MWc de photovoltaïque en 2024, soit 5,2 % du marché de l'Union européenne (UE), ce qui en fait le 6e marché de l'UE derrière l'Allemagne (24,2 %), l'Espagne (13,1 %), l'Italie (10,8 %), la France (8,4 %) et la Pologne (7,3 %). La puissance installée cumulée des Pays-Bas atteint 24 359 MWc, en progression de 14,5 %, soit 7,9 % du total de l'UE, au 5e rang derrière l'Allemagne (89 130 MWc, 29,1 %), l'Espagne (37 438 MWc, 12,2 %), l'Italie (35 819 MWc, 11,7 %) et la France (24 878 MWc, 8,1 %).
La puissance photovoltaïque par habitant était de 1 357,6 Wc fin 2024 selon EurObserv'ER, soit 2,34 fois la moyenne de l"Union européenne : 682 Wc), au 1er rang de l'UE, loin devant l'Allemagne : 1 068 Wc ; la France est à 363,4 Wc, au 20e rang. Selon l'AIE, elle atteint 1 547 Wc fin 2024, au 1er rang mondial devant l'Australie (1 448 Wc) et l'Allemagne (1 198 Wc).
En 2023, les Pays-Bas ont installé 4 304 MWc de photovoltaïque, soit 8,1 % du marché de l'Union européenne (UE), ce qui en fait le 5e marché de l'UE derrière l'Allemagne (27,5 %), l'Espagne (13,7 %), l'Italie (9,9 %) et la Pologne (9,2 %) et devant la France (6 %). La puissance installée cumulée des Pays-Bas atteint 23 904 MWc, en progression de 22 %, soit 9,3 % du total de l'UE, au 4e rang derrière l'Allemagne (82 191 MWc, 32 %), l'Espagne (30 612 MWc, 11,9 %) et l'Italie (30 300 MWc, 11,8 %) et devant la France (20 541 MWc, 8 %).
La puissance photovoltaïque par habitant était de 1 342,1 Wc fin 2023, soit 2,34 fois la moyenne de l"Union européenne : 572,5 Wc), au 1er rang de l'UE, loin devant l'Allemagne : 974,3 Wc et la Belgique : 745,1 Wc ; la France est à 230 Wc, au 20e rang.
Selon l'Agence internationale de l'énergie, les Pays-Bas ont représenté 7,5 % du marché de l'Union européenne (UE) et 1,0 % du marché mondial en 2023, ce qui en fait le 5e marché de l'UE derrière l'Allemagne (14,3 GWc, 25,6 % et 3,5 %), l'Espagne (7,7 GWc, 13,8 % et 1,9 %), la Pologne (6,0 GWc, 10,8 % et 1,5 %) et l'Italie (5,3 GWc, 9,5 % et 1,3 %). La puissance installée cumulée des Pays-Bas, en progression de 31 %, atteint 8,4 % du total de l'UE, au 5e rang de l'UE, derrière l'Allemagne (81,6 GWc), l'Espagne (37,6 GWc), l'Italie (30,3 GWc) et la France (23,6 GWc), et au 12e rang mondial (1,4 %). Selon l'Energy Institute, ils se classaient en 2023 au 11e rang par puissance installée : 23 904 MWc, soit 1,7 % de la puissance installée photovoltaïque mondiale.
En 2022, les Pays-Bas ont installé 3 938 MWc de photovoltaïque, soit 12,0 % du marché de l'Union européenne (UE), ce qui en fait le 3e marché de l'UE derrière l'Allemagne (22,3 %) et la Pologne (14,5 %), devant l'Espagne (10,6 %), l'Italie (7,6 %) et la France (7,3 %). La puissance installée cumulée des Pays-Bas atteint 18 849 MWc, en progression de 26,4 %, au 3e rang de l'UE, derrière l'Allemagne (67 399 MWc) et l'Italie (25 060 MWc) et devant l'Espagne (17 195 MWc) et la France (17 169 MWc).
Au niveau mondial, selon l'Agence internationale de l'énergie, les Pays-Bas se classaient en 2022 au 10e rang pour les nouvelles installations et au 10e rang pour la puissance installée cumulée, à 17,1 GWc, soit 1,7 % du total mondial.
Le graphique qui aurait dû être présenté ici ne peut pas être affiché car il utilise l'ancienne extension Graph, désactivée pour des questions de sécurité. Des indications pour créer un nouveau graphique avec la nouvelle extension Chart sont disponibles ici.

Puissance installée photovoltaïque aux Pays-Bas
| Année | Puissance au 31/12 (MWc) |
| 2001  | 20,5                     |
| 2002  | 26,3                     |
| 2003  | 45,7                     |
| 2004  | 49,2                     |
| 2005  | 50,7                     |
| 2006  | 52,2                     |
| 2007  | 52,8                     |
| 2008  | 57,2                     |
| 2009  | 67,5                     |
| 2010  | 88                       |
| 2011  | 146                      |
| 2012  | 321                      |
| 2013  | 739                      |
| 2014  | 1 048                    |
| 2015  | 1 526                    |
| 2016  | 2 135                    |
| 2017  | 2 911                    |
| 2018  | 4 522                    |
| 2019  | 6 924                    |
| 2020  | 10 950                   |
| 2021  | 14 911                   |
| 2022  | 19 600                   |
| 2023  | 21 275                   |
| 2024  | 24 359                   |

Les Pays-Bas ont installé 3 299 MWc de photovoltaïque en 2021 (après 3 724 MWc en 2020), soit 14,5 % du marché de l'Union européenne, ce qui en fait le 3e marché européen derrière l'Allemagne (5 015 MWc, 22 %) et la Pologne (3 715 MWc, 16,3 %), devant l'Espagne (2 820 MWc) et la France (2 792 MWc). La puissance installée cumulée des Pays-Bas atteint 14,25 GWc, en progression de 30 %, au 4e rang européen, derrière l'Allemagne (58,73 GWc), l'Italie (22,6 GWc) et la France (14,78 GWc). Les Pays-Bas ont été le 10e marché mondial en 2021 avec 1,9 % du marché mondial.
Le parc solaire néerlandais se répartissait fin 2020 en 5 683 MWc de centrales solaires et 4 227 MWc de solaire diffus (petites installations).
Le pays a installé 2 402 MWc de photovoltaïque en 2019, ce qui en fait le 3e marché européen derrière l'Espagne (3 993 MWc) et l'Allemagne (3 856 MWc) et devant la France (965,6 MWc). La puissance installée cumulée des Pays-Bas atteint 6 924 MWc, en progression de 53 %, au 6e rang européen, devant la Belgique.
Le pays a installé 1 397 MWc en 2018, ce qui le place au 2e rang des marchés européens derrière l'Allemagne (2 938 MWc) et devant la France (862 MWc). La puissance installée cumulée des Pays-Bas atteint 4 300 MWc, au 6e rang européen, devant la Belgique.
Le marché photovoltaïque des Pays-Bas est largement dominé par les petites installations :
| Taille    | Puissance (MWc)   | %     |
| <10 kW    | environ 2 300 MWc | 79.1% |
| 10-100kW  | (90 MWc           | 3.1%  |
| 100-500kW | (317 MWc          | 10.9% |
| >500kW    | (200 MWc          | 6.9%  |

Les Pays-Bas ont installé 534 MWc en photovoltaïque en 2016 et 700 MWc en 2017, portant leur puissance installée à 2 749 MWc, au 7e rang européen.
En 2014, les Pays-Bas ont installé 400 MWc en photovoltaïque ; leur puissance cumulée de 1 123 MWc fin 2014 les classe au 18e rang mondial et au 12e rang européen ; un système d'enchères inversées a été expérimenté.

### Politique énergétique

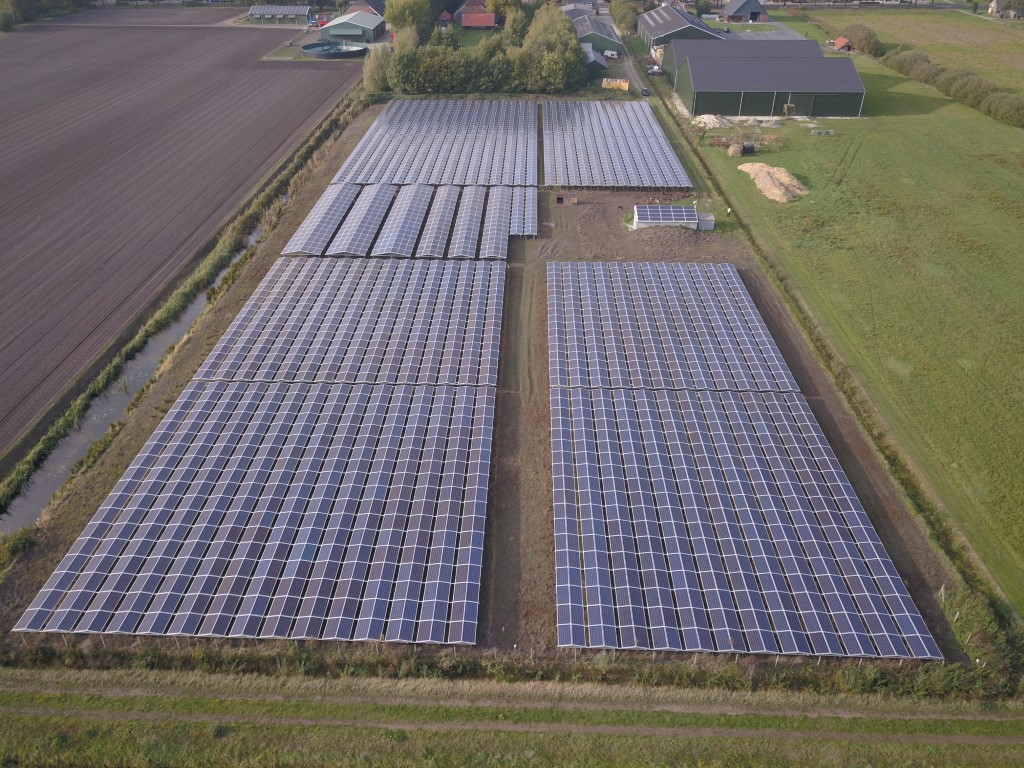
Parc solaire Tweede Exloërmond, 2018.

Le gouvernement néerlandais a publié en mars 2017 un document d'orientation intitulé « Programme énergétique : vers un approvisionnement en énergie bas-carbone » dans lequel il affirme très clairement que l'unique objectif de sa politique énergétique est désormais la réduction des émissions de gaz à effet de serre. L'« Accord sur l'énergie pour la croissance durable » a déjà mis en place les programmes nécessaires pour porter la part des énergies renouvelables dans la production d'électricité de 12 % en 2015 à 41 % en 2023. Le principal outil pour y parvenir a été le « SDE+ » (Système d'incitation à la production d'énergie renouvelable), qui sera prolongé.
A la fin de 2018, le Ministère des affaires économiques et du changement climatique a annoncé une baisse du budget aux projets d'énergies renouvelables, qui passera de 12 à 10 milliards d'euros. Une réforme du système de net metering est prévue pour 2021 : les producteurs seraient exonérés de taxes sur l'énergie pour la part de leur électricité qui sera autoconsommée, ainsi que de la contribution ODE, taxe sur l'électricité qui finance les programmes d'énergie renouvelable. Un rapport prévoit que la puissance installée atteindra 6 000 MWc en 2020 et 20 000 MWc en 2035.
En 2019, le gouvernement a annoncé son intention de réduire les tarifs de net metering de 9 % par an de 2023 à 2030 ; à partir de 2031, l'électricité excédentaire injectée sur le réseau ne sera plus subventionnée, afin de stimuler l'autoconsommation. Il a également annoncé son projet de remplacer le dispositif SDE+, qui subventionnait les techniques de production d'énergie renouvelable, par un programme SDE++ qui élargira le champ de la transition énergétique en y incluant la production d'hydrogène par électrolyse, la capture et séquestration de carbone, les pompes à chaleur, l'exploitation de la chaleur résiduelle de l'industrie, etc ; le pilotage par un indicateur de coût du kWh sera remplacé par un coût de réduction des émissions de CO2 de 300 € par tonne.
En 2022 est prévue la mise en service à Eindhoven d'une usine de modules photovoltaïques de 300 MWc.
Le nombre de systèmes solaires installés dans le pays était estimé par Statistics Netherlands à plus de 1,7 million en 2021 et compte tenu de la croissance du marché, il devrait rapidement dépasser les 2 millions en 2022, un nombre élevé pour un pays de 17,6 millions d’habitants. Le gouvernement néerlandais a décidé d'exonérer à partir du 1er janvier 2023 de taxe sur la valeur ajoutée les systèmes photovoltaïques utilisés pour les applications résidentielles.

### Principales installations

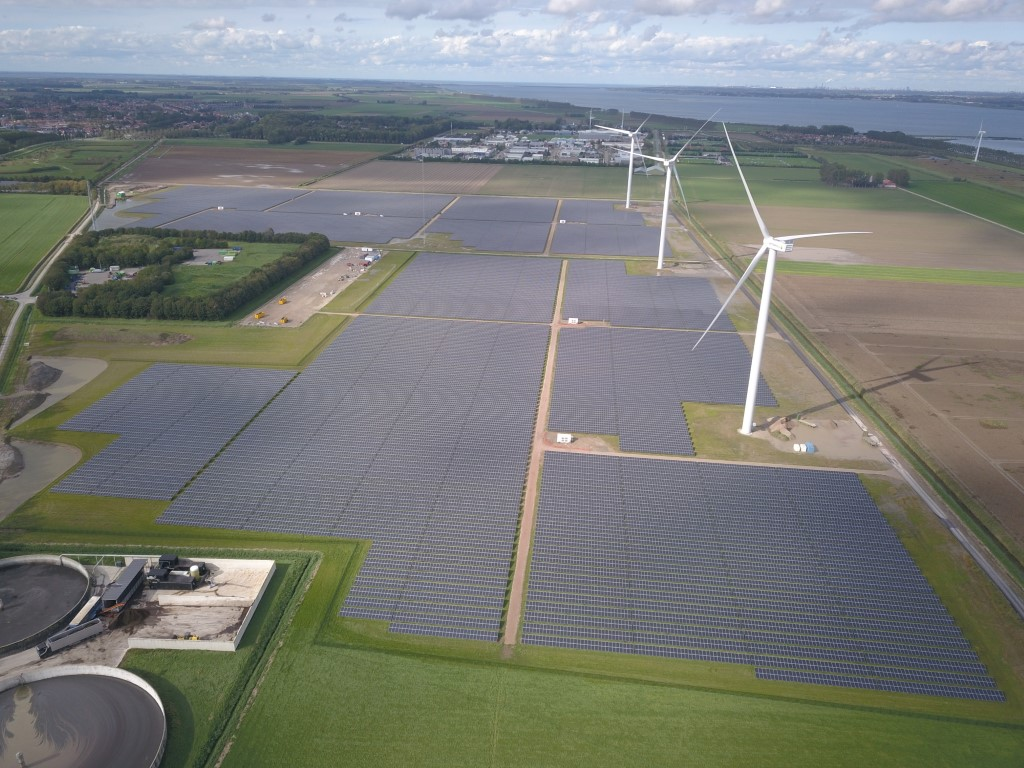
Parc énergétique hybride Haringvliet (60 MWc), 2020

En 2021 a été mis en service le premier parc hybride des Pays-Bas, le complexe Haringvliet, combinant une centrale photovoltaïque de 38 MWc et un parc éolien de 22 MW, reliés à 288 batteries d’une capacité de 12 MWh installées dans 12 conteneurs maritimes. Le parc PV produit en abondance du printemps à l'automne, les éoliennes produisent davantage durant l'hiver ; les batteries assurent la stabilité du réseau et servent de stockage intermédiaire de
l’électricité produite ; les parcs hybrides permettent de mutualiser les lignes et postes de raccordement.

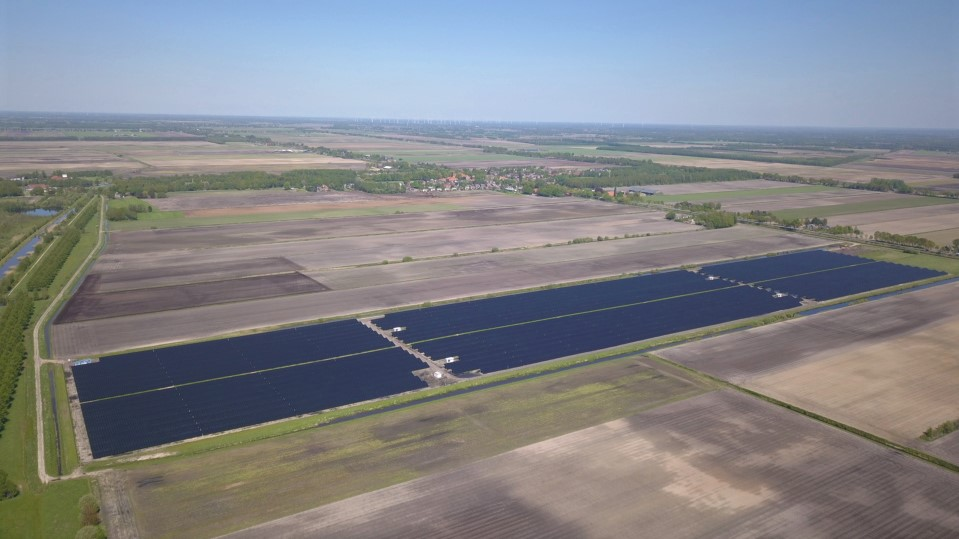
Parc solaire Lange Runde (14.2 MWc) à Barger-Compascuum, province de Drenthe, 2017.

Le parc solaire « Lange Runde » (14 MWc) a été construit en 2017 par Statkraft dans la commune d’Emmen (Drenthe), province de Drenthe, sur une superficie de plus de 17 hectares ; il est composé de 118 200 panneaux First Solar d’une puissance nominale de 120 Wc chacun.
En juin 2016 a été mis en service la centrale solaire au sol de l'ile d'Ameland (6 MWc), premier parc solaire de cette taille aux Pays-Bas, au nord de Ballum, près de l'aéroport ; 23 000 panneaux solaires ont été installés sur un terrain de dix hectares.

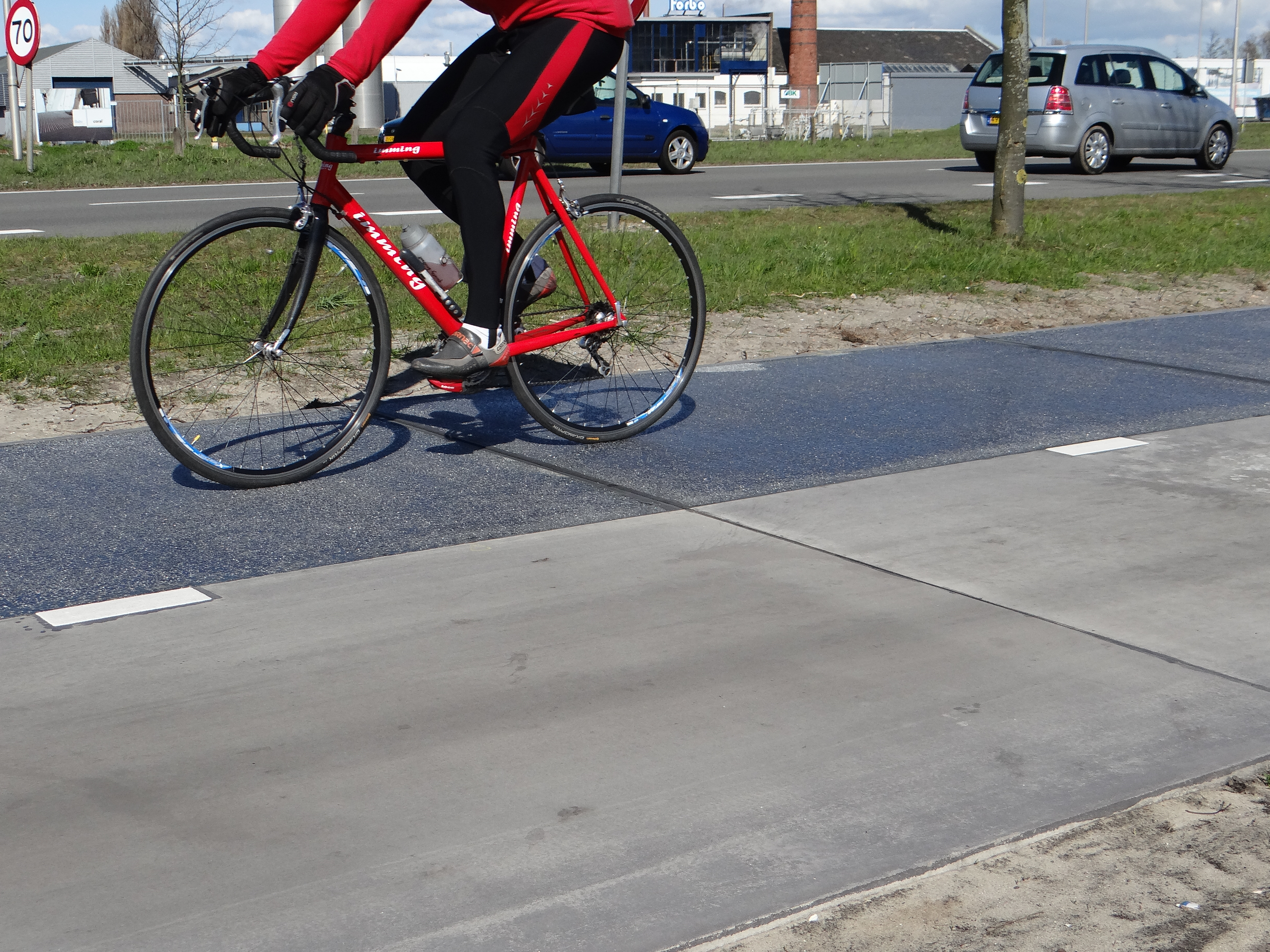
Solaroad, 2015.

En novembre 2014, SolaRoad, la première piste solaire cyclable expérimentale au monde, est ouverte dans le village de Krommenie. Ce projet a pour but de tester la faisabilité et le coût  de l'insertion de panneaux solaires dans une piste cyclable. La piste, qui devrait produire 50 à 70 kWh/m2 et par an, peut alimenter en électricité l'éclairage public ou les feux de circulation, voire des véhicules électriques ou des maisons. Les développeurs de SolaRoad estiment que près de 20 % des 140 000 km de routes des Pays-Bas peuvent être utilisés pour produire de l'énergie solaire.